# UCI America Tour 2019
Die UCI America Tour 2019 ist die 15. Austragung des zur Saison 2005 vom Weltradsportverband UCI eingeführten amerikanischen Straßenradsport-Kalenders unterhalb der UCI WorldTour, der zu den UCI Continental Circuits für Männer gehört.
Die Eintagesrennen und Etappenrennen der UCI America Tour sind in drei UCI-Kategorien (HC, 1 und 2) eingeteilt. Bei jedem Rennen werden Punkte für eine Gesamtwertung der Fahrer, Mannschaften und Nationen vergeben. An der Mannschaftswertung nehmen die Professional Continental Teams und die Continental Teams teil, nicht jedoch die startenden UCI WorldTeams. An der Nationenwertung nehmen nur die Nationen des Kontinents teil, gezählt werden aber die Ergebnisse aller Circuits.

Zu den Regeln der einzelnen Ranglisten: 

## Oktober
| Datum  | Rennen             | Kat. | Sieger           | Team |
| ------ | ------------------ | ---- | ---------------- | ---- |
| 23.–1. | Vuelta a Guatemala | 2.2  | Alfredo Ajpacajá |      |

## November
| Datum   | Rennen             | Kat. | Sieger          | Team     |
| ------- | ------------------ | ---- | --------------- | -------- |
| 15.–20. | Vuelta a Michoacán | 2.2  | Nicolas Paredes | Medellin |

## Dezember
| Datum   | Rennen                               | Kat. | Sieger        | Team                                      |
| ------- | ------------------------------------ | ---- | ------------- | ----------------------------------------- |
| 12.     | Gran Premio FECOCI                   | 1.2  | William Munoz | Bicicletas Strongman-Colombia Coldeportes |
| 13.     | Gran Premio Comité Olímpico Nacional | 1.2  | Oscar Quiroz  | Bicicletas Strongman-Colombia Coldeportes |
| 16.–25. | Vuelta a Costa Rica                  | 2.2  | Brian Salas   |                                           |

## Januar
| Datum   | Rennen                          | Kat. | Sieger         | Team          |
| ------- | ------------------------------- | ---- | -------------- | ------------- |
| 11.–18. | Vuelta al Táchira               | 2.2  | Jimmi Briceño  |               |
| 27.–3.  | Vuelta a San Juan Internacional | 2.1  | Winner Anacona | Movistar Team |

## Februar
| Datum   | Rennen        | Kat. | Sieger             | Team            |
| ------- | ------------- | ---- | ------------------ | --------------- |
| 12.–17. | Tour Colombia | 2.1  | Miguel Ángel López | Astana Pro Team |

## März
| Datum  | Rennen                   | Kat. | Sieger        | Team     |
| ------ | ------------------------ | ---- | ------------- | -------- |
| 6.–10. | Vuelta Ciclista de Chile | 2.2  | Oscar Sevilla | Medellin |

## April
| Datum   | Rennen                | Kat. | Sieger          | Team     |
| ------- | --------------------- | ---- | --------------- | -------- |
| 4.–7.   | Joe Martin Stage Race | 2.2  | Stephen Bassett |          |
| 12.–21. | Vuelta al Uruguay     | 2.2  | Walter Vargas   | Medellin |

## Mai
| Datum | Rennen                                     | Kat. | Sieger                  | Team                    |
| ----- | ------------------------------------------ | ---- | ----------------------- | ----------------------- |
| 1.–5. | Tour of the Gila                           | 2.2  | James Piccoli           | Elevate-KHS Pro Cycling |
| 1.    | Panamerikameisterschaft – Einzelzeitfahren | CC   | Brandon Smith Rivera    | Kolumbien               |
| 5.    | Panamerikameisterschaft – Straßenrennen    | CC   | Jefferson Cepeda        | Ecuador                 |
| 27.   | Winston-Salem Cycling Classic              | 1.2  | Ulises Alfredo Castillo | Elevate-KHS Pro Cycling |

## Juni
| Datum   | Rennen                          | Kat. | Sieger            | Team                      |
| ------- | ------------------------------- | ---- | ----------------- | ------------------------- |
| 13.–16. | Grand Prix Cycliste de Saguenay | 2.2  | Nickolas Zukowsky | Floyd’s Pro Cycling       |
| 19.–23. | Tour de Beauce                  | 2.2  | Brendan Rhim      | Arapahoe-Hincapie p/b BMC |

## Juli
| Datum   | Rennen                       | Kat. | Sieger          | Team                    |
| ------- | ---------------------------- | ---- | --------------- | ----------------------- |
| 7.      | White Spot / Delta Road Race | 1.2  | Sam Bassetti    | Elevate-KHS Pro Cycling |
| 9.–14.  | Vuelta Ciclista a Miranda    | 2.2  | Wilson Haro     | Movistar Team Ecuador   |
| 12.     | Chrono Kristin Armstrong     | 1.2  | Serghei Țvetcov | Floyd’s Pro Cycling     |
| 13.     | Gran Premio Guatemala        | 1.2  | Julian Yak      |                         |
| 14.     | Gran Premio Chapin           | 1.2  | Brayan Rios     |                         |
| 17.–24. | Vuelta a Venezuela           | 2.2  | Orluis Aular    |                         |

## August
| Datum   | Rennen                              | Kat. | Sieger                 | Team                   |
| ------- | ----------------------------------- | ---- | ---------------------- | ---------------------- |
| 7.      | Panamerikaspiele – Einzelzeitfahren | CC   | Daniel Felipe Martínez | Kolumbien              |
| 10.     | Panamerikaspiele – Straßenrennen    | CC   | Maximiliano Richeze    | Argentinien            |
| 12.–18. | Tour of Utah                        | 2.HC | Ben Hermans            | Israel Cycling Academy |

## Gesamtwertung
| Platz | Fahrer             | Nation | Team               | Punkte  |
| ----- | ------------------ | ------ | ------------------ | ------- |
| 1.    | Egan Bernal        | COL    | Team Ineos         | 3346,75 |
| 2.    | Nairo Quintana     | COL    | Movistar Team      | 1830    |
| 3.    | Michael Woods      | CAN    | EF Education First | 1684    |
| 4.    | Richard Carapaz    | ECU    | Movistar Team      | 1607    |
| 5.    | Miguel Ángel López | COL    | Astana Pro Team    | 1450,5  |

| Platz | Team                |     | Punkte  |
| ----- | ------------------- | --- | ------- |
| 1.    | Medellín            | COL | 1440,02 |
| 2.    | Rally UHC Cycling   | USA | 1339    |
| 3.    | Floyd’s Pro Cycling | CAN | 1040    |
| 4.    | Hagen Berman Axeon  | USA | 1034,33 |
| 5.    | Canel’s-Specialized | MEX | 809     |

| Platz | Nation             | Punkte   |
| ----- | ------------------ | -------- |
| 1.    | Kolumbien          | 10710,71 |
| 2.    | Kanada             | 3251     |
| 3.    | Ecuador            | 3063,5   |
| 4.    | Vereinigte Staaten | 2492,33  |
| 5.    | Costa Rica         | 1077     |